# 义容河
义容河，又称古竹水，位于中华人民共和国广东省紫金县西部，是东江左岸支流，发源于紫金县义容镇田心村大岭牯（大山栋），蜿蜒西流，至古竹镇汇入东江。河长42千米，河道平均比降1.45‰，流域面积403平方千米。主要支流汀村水。义容河上游河道比降大，富水力资源；中下游地势平缓，耕作层深厚，古竹镇有万亩荔枝林，是紫金县重要的农业区。